# Gli anni settanta
Gli anni settanta è un doppio album raccolta del cantautore italiano Edoardo Bennato, pubblicato nel 1998. Oltre ai brani provenienti da tutti gli album degli anni 70 contiene due brani scritti all'inizio della carriera del cantautore e non inseriti in alcun album in studio. I brani sono 1941 scritta nel 1970 e Good-bye Copenhagen scritta nel 1971.

## Tracce

### Disco 1
1. 1941 - 2:35
2. Good-bye Copenhagen - 3:21
3. Ma che bella città - 2:43
4. Tira a campare - 3:25
5. Rinnegato - 6:46
6. Affacciati affaciati - 5:40
7. Io per te Margherita - 3:27
8. Salviamo il salvabile - 4:06
9. In fila per tre - 3:52
10. La torre di Babele - 3:54
11. Non farti cadere le braccia - 3:45
12. Cantautore (live) - 5:25

Durata: 48:59

### Disco 2
1. Un giorno credi - 3:39
2. Meno male che adesso non c'è Nerone - 3:24
3. Campi Flegrei - 4:19
4. Io che non sono l'imperatore - 6:36
5. È stata tua la colpa - 5:15
6. EAA - 3:18
7. Arrivano i buoni - 4:11
8. Feste di piazza - 6:18
9. In prigione, in prigione - 4:42
10. Quando sarai grande - 4:45
11. Venderò - 4:05
12. Il gatto e la volpe - 2:58

Durata: 53:30